# Châtillon (Rodano)
Châtillon è un comune francese di 2 115 abitanti situato nel dipartimento del Rodano, nella regione Alvernia-Rodano-Alpi.

## Storia

### Simboli
Lo stemma di Châtillon riprende quello della famiglia de Balsac (o de Balzac).

## Società

### Evoluzione demografica
Abitanti censiti